# Baie Inconnue
La baie Inconnue est une baie située au nord-ouest de la Grande Terre des îles Kerguelen dans les Terres australes et antarctiques françaises (TAAF).

## Géographie

### Situation
La baie Inconnue est située sur la côte sud-ouest de la péninsule Loranchet entre la pointe occidentale du plateau des Sept Laux au nord et le cap Farman au sud. Petite baie large de 2,4 km au maximum à son extrémité sur l'océan et de 430 m au minimum en son fond, elle pénètre de 5,3 km dans la péninsule et s'étend sur environ 8,2 km2 de superficie totale. Elle est surplombée par trois massifs : le plateau des Sept Laux au nord (environ 300 m), le mont Chenu (810 m) à l'est et le mont des Jaspes au sud (750 m).
À l'est, le lac de la Malchance s'y déverse directement depuis un torrent de 180 m de hauteur.

### Toponymie
La baie est découverte par Raymond Rallier du Baty, lors de ses voyages de 1908 et 1913 aux Kerguelen, qui lui donne le nom d'« Inconnue » car elle ne figurait alors sur aucune carte avant celle, mise à jour, qu'il édite en 1922.